# Kek Lok Si

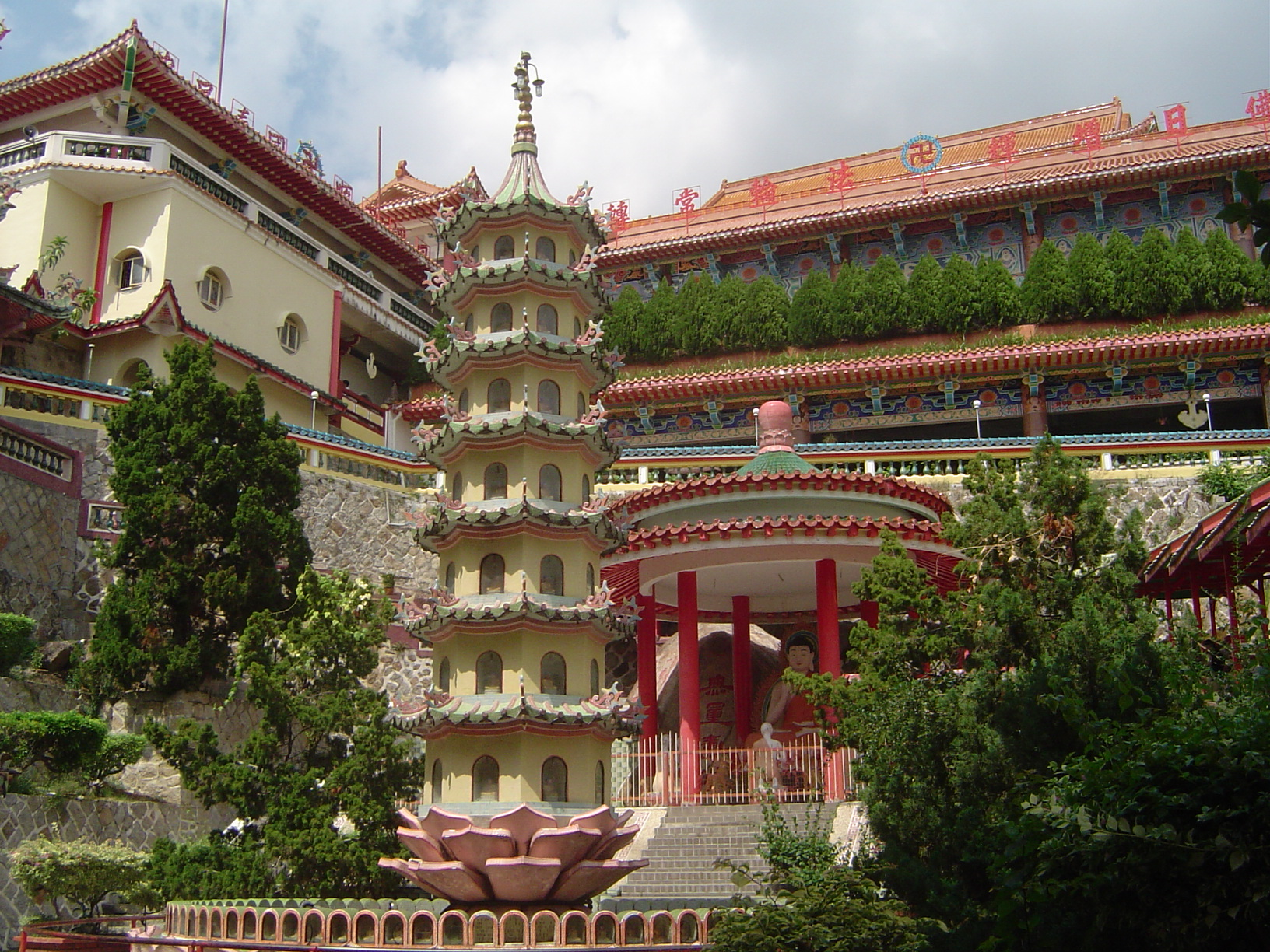
Vista del templo Kek Lok Si.

Kek Lok Si es un templo budista situado en Air Itam, Penang, Malasia, es el templo budista más grande de este país, y también un importante centro de peregrinación para budistas de Hong Kong, Filipinas, Singapur y otros países del sudeste asiático. Todo el complejo de templos se construyó durante un período de 1890–1930, una iniciativa inspiradora de Beow Lean, el abad. El cuadro principal del complejo es la llamativa Pagoda de Rama VI de siete pisos («Pagoda de los Diez Mil Budas») con 10,000 estatuas de alabastro y bronce de Buda, junto con la estatua de bronce de 36.57 metros de Guan Yin, la Diosa de Misericordia.
El budismo mahayana, el budismo theravada y los rituales chinos tradicionales se combinan en un todo armonioso, tanto en la arquitectura del templo como en las obras de arte, así como en las actividades diarias de los fieles.

## Etimología
El significado literal de Templo de Kek Lok Si es «Templo celestial», «Templo de la tierra pura», «Templo de la dicha suprema», y el «Templo del Paraíso».

## Historia
La construcción del templo comenzó en 1890, y se completó en 1905. Fue inspirada por Beow Lean, el principal monje del Templo de la Diosa de la Merced en Pitt Street en 1887; había servido anteriormente en la abadía de Kushan en Fujian en China. El sitio elegido por Beow, un lugar espiritual en las colinas de Ayer Itam, frente al mar, fue nombrado «Montaña de la Grulla». Se estableció como una sucursal del «Vaticano budista» en Drum Mountain en Fuzhou, en la provincia de Fujian. Beow Lean fue el primer abad del templo. Los edificios del complejo del templo fueron patrocinados por cinco importantes empresarios chinos de Penang conocidos como «magnates Hakka». Eran: Cheong Fatt Tze, su primo Chang Yu Nan, Chea Choon Seng, Tye Kee Yoon y Chung Keng Kooi. La recaudación de fondos para la construcción del templo también se facilitó al dedicar las estructuras y artefactos en nombre de los benefactores del templo.
La sala principal, que se completó primero, albergaba un santuario en el distrito de Guanyin, en un área empotrada donde muchas otras diosas femeninas llamadas la Reina del Cielo, la Diosa de la Tierra y la Diosa de parto se encontraban alojadas; que se dice que representa, en una escala en miniatura, la isla de Potalaka, donde hay un gran santuario dedicado a Guan Yin en el mar de la China Oriental. Las personas comparan este santuario al Buda Amitābha, Sukhavati y comenzaron a llamarlo el 'Kek Lok Si'. También hay muchas otras cámaras del santuario, que tienen estatuas majestuosas, todas doradas, de los Budas, bodhisattva, arhat, espíritus guardianes y Reyes Celestiales del Budismo de la Tierra Pura.
El representante consular de China en Penang informó la grandeza del templo al gobierno de Qing. Después de esto, el Emperador Guangxu invitó a Beow Lean a Beijing en 1904 y le otorgó 70,000 volúmenes —7,000 también se mencionan en algunas referencias— de los «salmos y otras obras sagradas del budismo» y también le presentó edictos que lo ungían como «dignidad» del Sacerdote Principal de Penang «y también declarando el templo chino en Air Itam como el jefe de todos los templos chinos en Penang». En el regreso del abad a Penang, una procesión real, llevando el edicto en una silla de ratán y las escrituras en carros conducidos por póney, se organizaron hacia el complejo del templo. Dignos chinos dignatarios de Penang con su atuendo real de mandarín acompañaron al abad en la procesión.

La pagoda Kek Lok Si, con niveles etiquetados con sus estilos arquitectónicos.

En 1930, se completó la pagoda principal de siete pisos del templo o la Pagoda de "Ban Po Thar", los Diez Mil Budas, una estructura de 30 metros de altura. Esta pagoda combina una base octogonal china con un diseño de nivel medio tailandés y una corona birmana (cúpula espiral); reflejando la amalgama del templo budista de Mahayana y Theravada. Representa el sincretismo de la diversidad étnica y religiosa en el país. Aquí hay una gran estatua de Buda donada por el rey Bhumibol Adulyadej de Tailandia. El rey Rama VI de Tailandia sentó las bases de la pagoda y, por lo tanto, también recibe el nombre de Pagoda Rama.

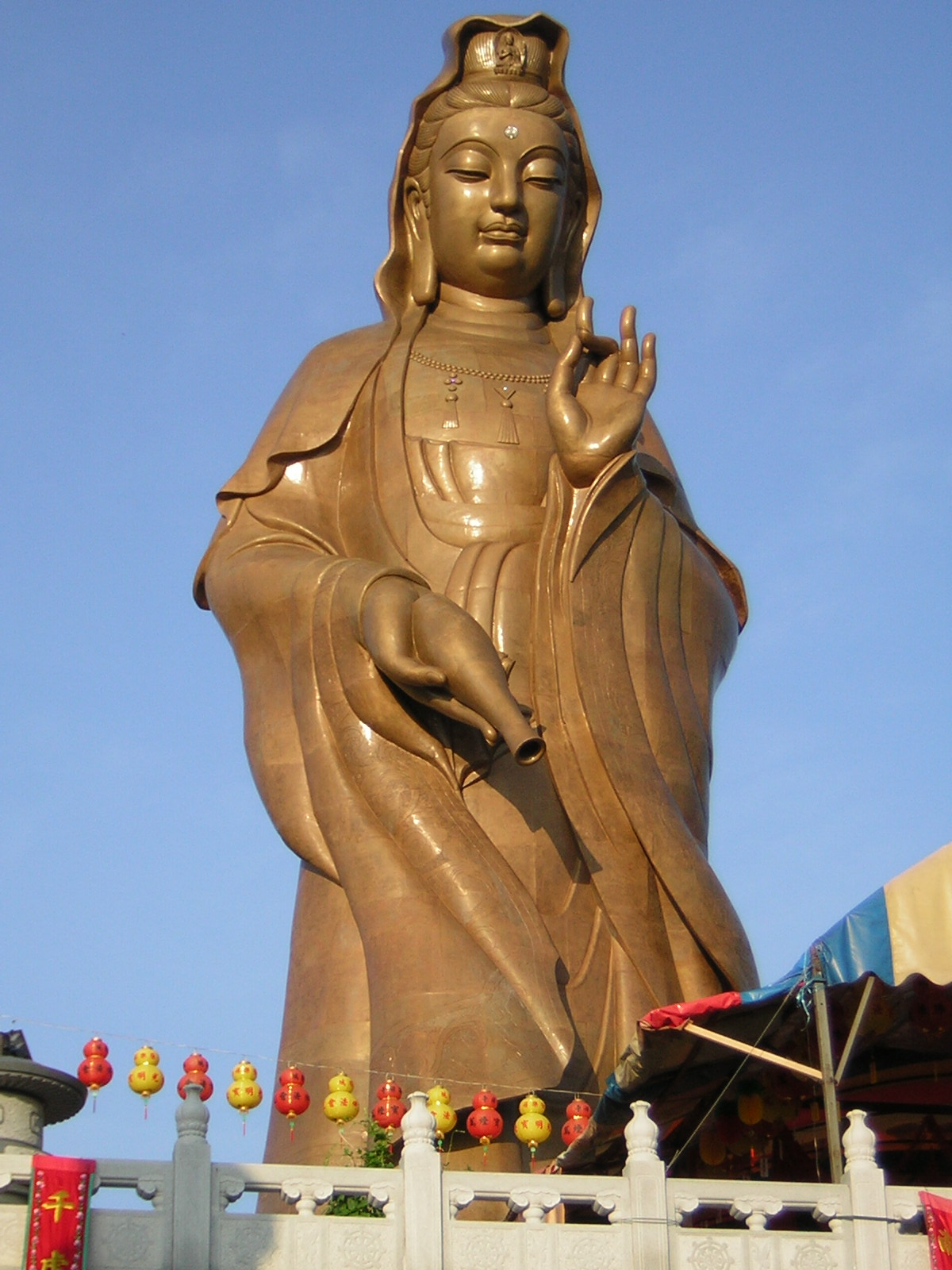
Estatua de Guan Yin, inaugurada en 2002 antes de la construcción del pabellón.

En 2002, una escultura de bronce de 30,2 metros de Guan Yin , la Diosa de la Misericordia, fue terminada y expuesta al público. Reemplazó la anterior estatua de yeso blanco que fue dañada debido a un incendio unos años antes. La estatua de bronce se encuentra en la ladera sobre la pagoda. Se complementa con un pabellón de techo de tres niveles de 60,9 metros —con 16 columnas de bronce que sostienen el pabellón—, que se terminó en el 2009. Es la escultura de Guan Yin más alta del mundo. Cien estatuas de la diosa Guan Yin, cada una de 2 metros de altura, están ubicadas alrededor de la estatua principal de la diosa. Sin embargo, su altura fue restringida para evitar que su sombra cayera sobre la Mezquita Estatal De Penang. Este santuario también tiene otras 10,000 estatuas de Buda, además de una estatua de 12 signos zodiacales de animales del calendario chino.
El complejo del templo tiene una gran campana operada hidráulicamente, que suena con un tono alto a intervalos frecuentes. Tallas de madera y piedra se ven profusamente en el templo. En frente de cada deidad hay un cojín, impresionantes pergaminos y velas colocadas en lámparas suspendidas muy atractivas, y con una gran cantidad de sacerdotes presentes.

## Descripción
El templo Kek Lok Si se encuentra al pie de la montaña Air Itam en George Town en la isla Penang. El edificio está construido sobre una parcela de un área de 12,1 hectáreas que fue donada por Yeoh Siew Beow. Está a unos 3 kilómetros  a pie de la estación de Penang Hill.
La mayoría de los visitantes se acercan al templo a medida que suben por una escalera, cuyos techos brindan refugio a una multitud de tiendas que venden recuerdos y otros productos, en su mayoría seculares. Pasan por el llamado Estanque de Liberación, siguiendo la tradición budista de hacerr méritos, las tortugas pueden ser liberadas, aunque sea de forma limitada.

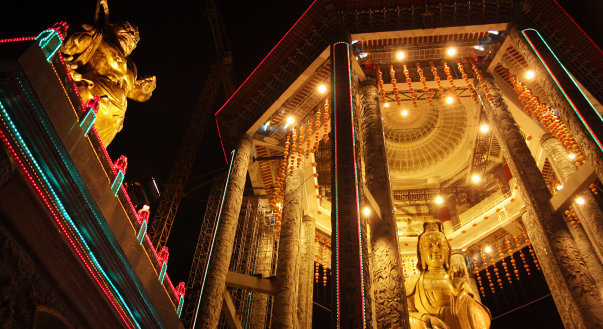
Pabellón octogonal sobre la estatua de Guan Yin.

El templo en sí consta de varias salas de oración grandes y pabellones para reuniones y la oración, estatuas de Buda; varios bodhisattvas así como los dioses chinos que son venerados. Las características arquitectónicas incluyen pilares tallados, finos trabajos en madera, en su mayoría pintados con colores brillantes, y una gran cantidad de linternas se suman a la impresión visual. Los estanques de peces y los jardines de flores también forman parte del complejo del templo.
Hay dos niveles de elevadores inclinados de doble carril para llevar peregrinos y visitantes más arriba. Un servicio de buggy eléctrico une los diferentes niveles de ascensores, ya que sus niveles medios están a cierta distancia. En la plataforma elevada, hay un estanque de peces, y la imponente estatua de Guan Yin, diosa que es adorada por mujeres para engendrar hijos.

## Eventos anuales

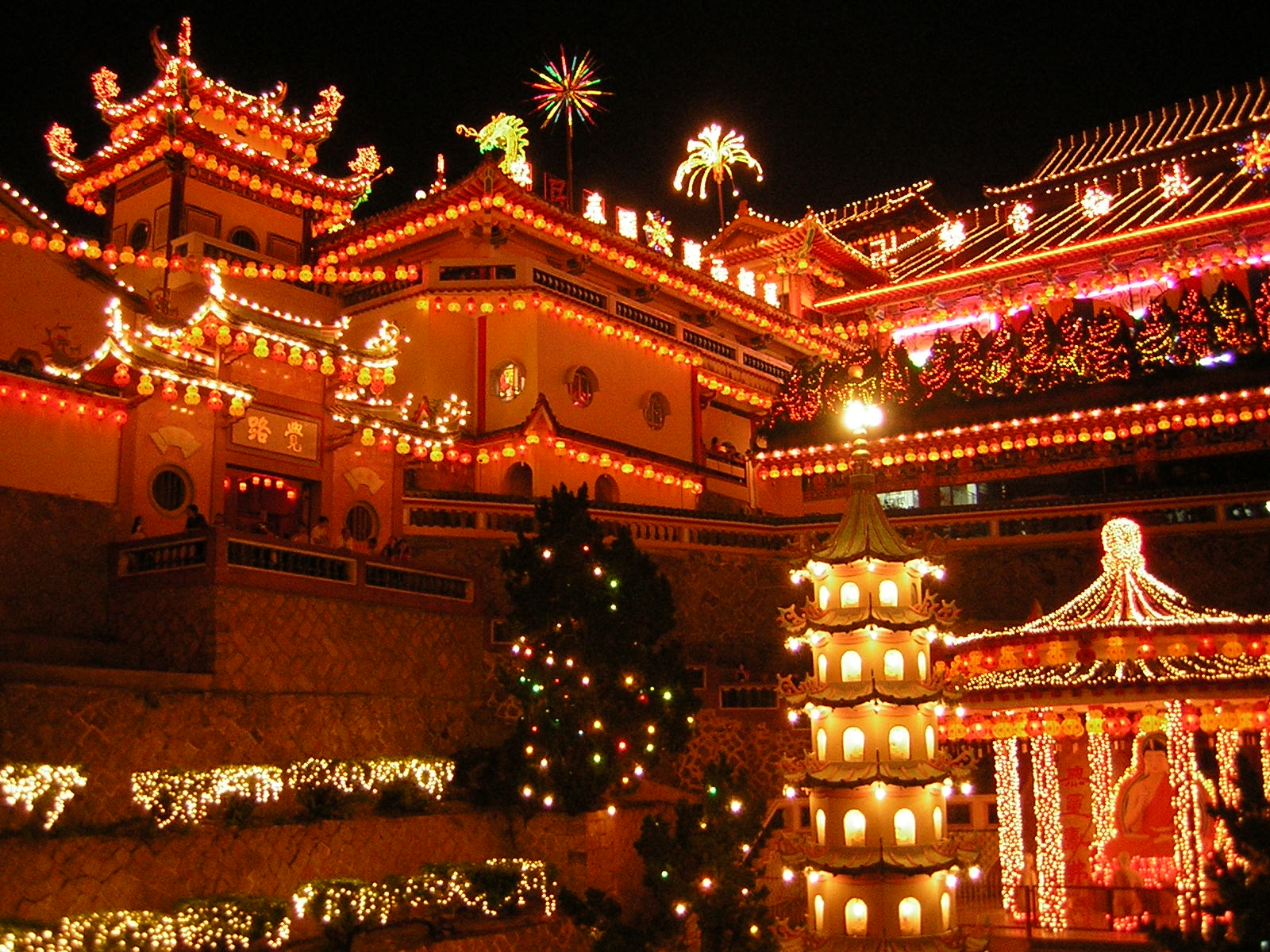
El Templo se ilumina brillantemente durante las 30 noches posteriores al Año Nuevo Chino.

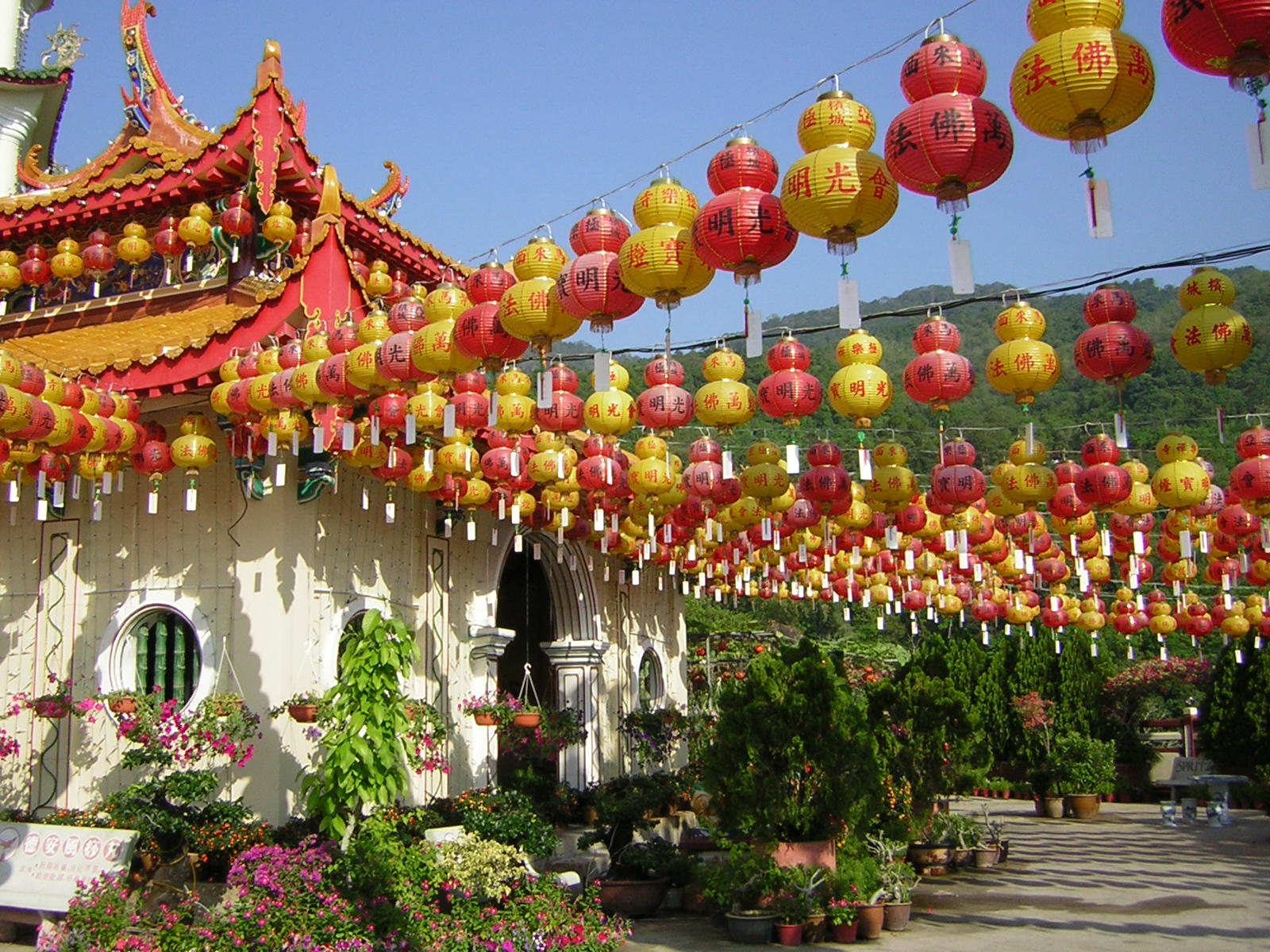
Las ofrendas de faroles para el templo aumentan en la fiesta del Año Nuevo chino.

El templo es un punto focal de los festivales de la comunidad china en Penang. Las celebraciones del año nuevo chino son particularmente impresionantes. Durante los 30 días posteriores al año nuevo chino, el templo permanece abierto hasta altas horas de la noche, mientras que miles de luces convierten el paisaje en un mar de luz. Durante los días del festival, el complejo está decorado con miles de faroles que representan las donaciones ofrecidas por los devotos. Otra característica festiva son las largas marchas, en peregrinación, realizadas por cientos de monjes desde Tailandia hasta el templo, una o dos veces al año.

## Adoración
La adoración de las deidades en el complejo del templo refleja la diversidad de los orígenes étnicos de los devotos budistas. Dicha adoración puede ser en forma de rosarios de oración o quemando incienso o con ofrendas en efectivo o simplemente haciendo una reverencia y aplaudiendo para dar a conocer la presencia de la deidad. Las personas altamente instruidas ofrecen oraciones en la torre de los Libros Sagrados en la parte superior del templo. Algunos peregrinos también ofrecen oraciones en los extensos jardines ubicados en los recintos del templo.
La parafernalia religiosa vendida a lo largo de los sinuosos escalones que conducen a los recintos del templo atienden a las ofrendas religiosas que deben realizar los peregrinos. Los productos en venta incluyen adornos, libros, fotos, colección de dichos y rosarios de color naranja sagrado y recuerdos como camisetas y CD.